# Иракские повстанцы
Иракские повстанцы (также инсургенты, партизаны и боевики) — вооружённые формирования времён Иракской войны 2003—2011 годов, выступавшие против оккупировавших Ирак сил международной коалиции, а также против созданных при поддержке США органов гражданской администрации и правительства страны.
Активное повстанческое движение началось после вторжения в 2003 году в Ирак.
Инсургенты были представлены многонациональным составом и участвовали в конфликте из-за идеологических и финансовых побуждений, в том числе из-за пропагандистского влияния. Повстанцы проводили различные военные и террористические операции против правительства Ирака, оккупационных сил и приверженцев нового режима.

## Тактика
В начале конфликта инсургенты совершали одиночные рейды на небольшие объекты, но уже в 2004 году перешли на нападения на хорошо защищённые базы и колонны. При этом, если раньше, взорвав мину на дороге под военным грузовиком, повстанцы, немного постреляв для острастки, старались как можно быстрее разбежаться, то со временем после взрыва бомбы они сосредотачивали огонь из гранатомётов и автоматического оружия на солдат, охраняющих колонну, а потом переносили его на другие машины.
Для нападений на базы партизаны скрытно минировали местность в её районе, после чего обстреливали лагерь из минометов и гранатомётов. Военные выбегали, чтобы занять позиции, но попадали на минное поле. Потери во время таких рейдов со стороны обороняющихся иной раз бывали довольно ощутимыми. Иногда для атак использовался и заминированный автомобиль. Привлекались также снайперы.
Однако инсургенты не только проводили боевые вылазки и нападения на вражеские силы, но и террористические акты. Среди них были взрывы заминированных машин, атаки на мечети, захват заложников с жёсткими требованиями или ради освобождения из плена своих соратников. Вместе с тем, повстанцы иногда осуществляли вооружённые нападения на целые города и населённые пункты для установления над ними контроля и создания так называемых «партизанских зон» — территорий, которые управляются боевиками. Самой крупной такой зоной стала провинция Аль-Анбар на западе страны, которая на начало осени 2006 года практически не контролировалась ни оккупационными войсками, ни новым иракским правительством.

## Состав
- Шиитские боевики: Армия Махди, Хезболла, Катаиб Хезболла, Асаиб Ахль аль-Хакк.
- Суннитские боевики:
  - Баасисты — сторонники Саддама Хусейна, чья идеология является разновидностью панарабизма. (Региональные отделения партии Баас, Армия мужчин накшбандийского ордена, Аль-Авда[бел.], частично Исламская армия в Ираке, Высшее командование джихада и освобождения, значимая часть суфитов)
    - Социалистические революционеры.

  - Суфитские исламисты. (Исламская армия в Ираке, Армия людей накшбандийского ордена, Джамаат Ансар ас-Сунна)
  - Иракские националисты — приверженцы версии самоопределения Ирака. Выступали за территориальную целостность страны, а также аннексию Кувейта и Хузестана. (Баас, Хамас Ирака[англ.], Революционная бригада 1920[англ.])
  - Салафистские исламисты и последователи движения ваххабизм. (Исламское государство Ирак, Ансар аль-Ислам, Аль-Каида в Ираке, Джейш ат-Таифа аль-Мансура)
- Иностранные исламистские добровольцы/наёмники, которые зачастую связаны с Аль-Каидой.

Различные формирования повстанцев порой вступали друг с другом в вооружённые столкновения, поскольку сопротивление являлось разномастным и его члены имели ряд идеологических и религиозных споров. Особенно это касалось борьбы шиитов с суннитами и проиранских сил (преимущественно шиитов, сторонников исламской республики) с баасистами (преимущественно суннитов, сторонников свергнутого режима Саддама Хусейна). В 2006—2008 годах это противостояние достигло своей вершины в виде гражданской войны. В то же время силы, связанные с Аль-Каидой (салафиты), хоть и являлись суннитскими и антииранскими, но не всегда сотрудничали с суннитско-баасистским сопротивлением (суфисты), которое их даже критиковало за террор в отношении мирного населения. А в 2006—2007 годах между этими силами даже вспыхнул вооружённый конфликт. Однако во время обеих битв за Фаллуджу весной и осенью 2004 года данные стороны объединились и успешно дали отпор американо-британским войскам и их союзникам, отстояв город.

## Иностранная поддержка
В феврале 2004 года руководство спецслужб временной коалиционной администрации заявило, что повстанцы из группировки «Джейш Ансар ас-Сунна» получали ощутимую помощь от Сирии и Ирана. В ходе операций на севере Ирака, на курдских территориях, были арестованы члены этой группировки, которые подтвердили, что получали убежище в этих странах и беспрепятственно переходили через ирако-иранскую и ирако-сирийскую границу. В их документах также были обнаружены сирийские и иранские визы. Официальные лица Ирана и Сирии категорически отрицали обвинения и, наоборот, подчеркивали своё всё возрастающее взаимодействие с США в вопросе борьбы с мировым терроризмом.
В феврале 2007 года США обнародовали доказательства поставок оружия шиитской ветви повстанческого движения из Ирана. По словам военных, с помощью этого оружия за последние три года были убиты 170—425 американцев. В числе прочего журналистам был показан небольшой бочонок, который при взрыве выбрасывает раскалённые медные шары, пробивающие броню. На брифинге для прессы, который проводился в условиях строгих мер безопасности, военные демонстрировали на двух небольших столах EFP, а также набор снарядов для миномётов и гранатомётов. На них хорошо видны серийные номера, которые, по словам военных, указывают на непосредственную связь этого оружия с иранскими оружейными заводами. Они также предполагали, хотя этому и не было прямых доказательств, что иранская контрабанда этих вооружений в Ирак для использования против оккупационных сил происходила с одобрения иранского руководства. Военные заявили, что подобные выводы сделаны на основе общих оценок разведки.
В мае 2009 года Ирак обвинил Сирию в предоставлении убежища повстанцам, которые с её территории обстреливали бойцов новых силовых структур, и утверждал, что существуют доказательства поддержки Сирией боевиков. Кроме того, иракские власти считали, что недавние теракты в Багдаде были осуществлены по заказу из Сирии, а их исполнителям было выплачено 10 тыс. долларов. Помимо всего прочего говорилось, что на сирийской и иранской территории существуют тренировочные лагеря, где обучают бойцов оппозиции.

## Иностранцы
В 2006 году в Ираке действовало 15-20 тысяч инсургентов, 700—2000 из них были иностранцами (большей частью из Алжира, Сирии, Судана, Египта и Саудовской Аравии).
Согласно рапорту шефа британской разведки MI5 Элизы Мэннингем-Буллер премьер-министру Тони Блэру, более 70 британских военных, идентифицированных по удостоверениям личности, перешли на сторону сопротивления в Ираке. Консультативный совет моджахедов Фаллуджи 18 ноября 2004 года распространил пресс-релиз, в котором утверждалось, что один американский офицер с подчинённым ему подразделением перешёл на сторону повстанцев. Однако никаких фактических доказательств указанных в пресс-релизе потерь предоставлено не было.